# Малер, Жан-Пьер Фирмен
Жан-Пьер Фирмен Малер (фр. Jean-Pierre Firmin Malher; 1761—1808) — французский военный деятель, дивизионный генерал (1803 год), участник революционных и наполеоновских войн. Имя генерала выбито на Триумфальной арке в Париже.

## Биография
Родился 29  июня 1761 года в Париже в семье торговца холстами Жана Фирмена Малера (фр. Jean Firmin Malher; 1728—1801) и его супруги Марии Маргариты Бланше (фр. Marie Marguerite Blanchet; 1728—). Поступил на службу 5 декабря 1777 года солдатом в Нёйстрийский полк, и совершил морскую кампанию 1779 года на борту корабля «La Couronne». 30 июня 1780 года стал сержантом и 5 декабря 1784 года ушёл в отпуск.
6 октября 1789 года Малер поступил в оплачиваемую национальную гвардию Парижа в звании капрала. 20 октября 1791 года стал сержантом. 24 января 1792 года он перешёл в чине унтер-адъютанта в 14-й батальон лёгкой пехоты. С 1792 по 1793 годы служил в Северной армии, когда 16 августа 1792 года получил звание младшего лейтенанта.
24 апреля 1793 года стал лейтенантом, а 26-го того же месяца занял должность адъютанта генерала Кейсса. 19 апреля 1794 года зачислен в штаб Северной армии в лагере Арлё. 30 апреля 1794 произведён представителями народа в полковники штаба и назначен начальником штаба дивизии Бонно. 15 июля 1795 года присоединился к Армии побережья Шербура. 2 декабря 1795 к Северной армии в Голландии.
31 декабря 1795 года женился в Роттердаме на Теодоре Петронелле Ван Беркел (нидерл. Theodora Petronella Van Berkel; 1776—1806), в браке с которой имел двух сыновей и четырёх дочерей.
5 сентября 1799 года стал начальником штаба в дивизии Вандама, отличился 6 октября 1799 года в битве при Кастрикуме, и его поведение в этом деле принесло ему звание бригадного генерала 18 октября 1799 года. На следующий день утверждён в звании и переведён в дивизию Буде. 28 марта 1800 года был зачислен в Резервную армию Бонапарта и отправился в Италию. 20 апреля 1800 года возглавил бригаду в дивизии Ватрена. 16 мая закрепился в Аосте, 21 мая сражался против австрийцев при Монтеструтто, 22 мая участвовал во взятии Ивреи, 26 мая сражался при Чиузелле, 9 июня при Монтебелло и 14 июня 1800 года при Маренго, где получил довольно серьёзное ранение. 6 октября служил в Тоскане. 22 октября оккупировал Ливорно. 3 ноября присоединился к Дюпону в Болонье. 23 ноября покинул Итальянскую армию, и отправился в Париж.
18 декабря 1800 года присоединился к Галло-Батавской армии. С 2 октября 1801 года без служебного назначения, а 23 сентября 1802 года зачислен в 24-й военный округ.
27 августа 1803 года Малер был произведён в дивизионные генералы и 30 августа назначен командующим 2-м подразделением 13-го военного округа в Сен-Бриё, а 15 февраля 1804 года ему было поручено инспектировать побережье. 31 октября 1804 года возглавил пехотную дивизию в корпусе Нея в лагере Монтрёй. 29 августа 1805 года эта дивизия получила 3-й номер в составе 6-го армейского корпуса Великой Армии. 1 сентября покинула лагеря в Фромессоне и Жоссе и направилась в сторону Страсбурга. 26 сентября переправилась через Рейн в Лотербуре. 3 октября добралась до Штутгарта. 9 октября Малер отличился в захвате мостов в Гюнцбурге, где отбросил за Дунай вражескую колонну, и в Лайпхайме. 15 октября дивизия взяла высота у Михельсберга, после чего, 20 октября Ульм капитулировал. После падения Ульма 6-й корпус вместе с корпусом Ожеро был отправлен против австрийских войск в Тироле. 4 ноября дивизия собралась у Миттенвальде, и в этот же день штурмовала форт Шарниц. 13 ноября дивизия двинулась вверх по долине Инна, чтобы направиться через Наудерс в сторону Силандро, чтобы попытаться отрезать любое отступление принца Рогана. В январе 1806 года 6-й корпус занял княжество Зальцбург, затем дислоцировался в Швабии. Передав командование дивизией генералу Марконье, командиру 1-й бригады, Малер вернулся во Францию на отдых и лечение. К началу Прусской кампании 1806 года в расположение дивизии не прибыл, и 21 октября был заменён генералом Вандамом.
8 марта 1807 года вернулся в строй, и с 7 сентября командовал 13-м военным округом в Рене. 3 ноября он возглавил 3-ю пехотную дивизию во 2-м наблюдательном корпусе Жиронды генерала Дюпона. 13  марта 1808 года генерал был случайно убит во время учений в Вальядолиде. Забытый солдатом батальона Парижской гвардии шомпол в оружии пронзил Малеру голову. Генерал был похоронен в церкви Сен-Пьер де Вальядолид, а его сердце, перевезённое в Париж, хранится в Пантеоне. Также его имя было выгравировано на 7-й колонне северной стороны Триумфальной арки в Париже. В 1886 году форт ниже Лармона рядом с Понтарлье переименован в Форт Малер.
На Святой Елене Наполеон заявил своему адъютанту Гурго о генералах Легране и Малере: «[они] были нежными, как дети. Но Малер слишком жаждал денег».

## Воинские звания
- Солдат (5 декабря 1777 года);
- Сержант (30 июня 1780 года);
- Младший лейтенант (16 августа 1792 года);
- Лейтенант (24 апреля 1793 года);
- Полковник штаба (30 апреля 1794 года, утверждён 13 июня 1795 года);
- Бригадный генерал (18 октября 1799 года, утверждён 19 октября 1799 года);
- Дивизионный генерал (27 августа 1803 года).

## Титулы
- Граф Малер и Империи (фр. comte Malher et de l'Empire; декрет от 19 марта 1808 года, патент не подтверждён)[2].

## Награды
Легионер ордена Почётного легиона (11 декабря 1803 года)
 Коммандан ордена Почётного легиона (14 июня 1804 года)
 Великий офицер ордена Почётного легиона (25 декабря 1805 года)
 Кавалер баварского ордена Льва (март 1806 года)